# Sister (film)
Pour les articles homonymes, voir Sister.
Pour plus de détails, voir Fiche technique et Distribution.
Sister (Сестра, Sestra) est un film bulgare réalisé par Svetla Tsotsorkova, sorti en 2019.

## Fiche technique
- Titre : Sister
- Titre original : Сестра (Sestra)
- Réalisation : Svetla Tsotsorkova
- Scénario : Svetoslav Ovtcharov et Svetla Tsotsorkova
- Photographie : Vesselin Hristov
- Montage : Svetla Tsotsorkova
- Musique : Hristo Namliev
- Pays d'origine : Bulgarie
- Format : Couleurs - 35 mm - 2,35:1
- Genre : drame
- Durée : 97 minutes
- Dates de sortie :
  - Espagne : 24 septembre 2019 (première à Festival international du film de Saint-Sébastien 2019)
  - France : 7 octobre 2020

## Distribution
- Monika Naydenova : Rayna
- Svetlana Yancheva : la mère
- Elena Zamyarkova : Kamelia
- Assen Blatechki : Miro

## Sortie

### Accueil critique
En France, le site Allociné recense une moyenne des critiques presse de 2,8/5.

## Distinctions

### Récompenses
- Festival international du film de Saint-Sébastien 2019 : mention spéciale de la section Nouveaux réalisateurs
- Festival international du film de Transylvanie 2020 : prix spécial du jury[2]

### Sélection
- Listapad 2019 : sélection en compétition Youth on the March